# Aríon (cavall)
Segons la mitologia grega, Aríon (en grec antic: Ἀρείων) va ser un cavall que va salvar la vida d'Adrast en la primera expedició dels Set Cabdills contra Tebes. Va ser l'únic heroi que se salvà. Després de la derrota de l'exèrcit argiu, Aríon va portar galopant ràpidament el seu amo lluny de la batalla i el va deixar a l'Àtica, prop de Colonos. La rapidesa d'Aríon ja s'havia posat de manifest en els Jocs Fúnebres en honor d'Arquèmor.
Sobre l'origen d'Aríon hi ha diverses tradicions. Una diu que, quan Demèter cercava la seva filla Persèfone raptada per Hades, Posidó, que la desitjava, la perseguia per tot arreu. Per escapolir-se se li va acudir a Demèter transformar-se en euga i es va amagar entre els cavalls del rei Oncos, a Telfusa, a l'Arcàdia. Però Posidó es va transformar en cavall i s'uní a la deessa. D'aquesta unió en va néixer una filla, el nom de la qual estava prohibit pronunciar i era anomenada la Dama o la Senyora (Δέσποινα), i un cavall, Aríon. Aquest cavall va pertànyer al rei Oncos i més tard a Hèracles, que el va utilitzar en l'expedició contra l'Èlida i en la lluita contra Cicne. Després passà a mans d'Adrast. Segons altres versions, Aríon va ser un cavall sorgit de la terra quan Posidó hi clavà el trident.